# Orbinia wui
Orbinia wui is een borstelworm uit de familie Orbiniidae. De wetenschappelijke naam werd in 2018 voor het eerst geldig gepubliceerd door Sun en Li. 